# Аца Лукас
Аца Лукас (серб. Аца Лукас), настоящее имя Александар Вуксанович (серб. Александар Вуксановић, родился 3 ноября 1968 в Белграде) — сербский поп-фолк певец.

## Карьера
Свой псевдоним «Лукас» Александр взял в начале 1990-х годов в честь клуба в Нови-Београде, где выступал в начале 1990-х. Известность ему принесли выступления в клубе «Хогар» на Аде-Циганлии, где он выступал на разогреве у певца Миле Лойпура. В «Хогаре» Аца Лукас познакомился с певцами Миланом Шчеповичем и Сашей Лунгиновичем, с которыми исполнял джаз и цыганские песни. Лукас сам занимался аранжировкой песен в собственном стиле, благодаря чему и стал известен. Выступал в клубах с группой «Viktorija», а затем стал сольным исполнителем.
Первым хитом Аци Лукаса стала песня «Куда иду људи као ја?» (серб. Куда идут такие люди, как я?), которая принесла ему успех на заре карьеры. Далее выходили песни «Ja живим сам» (серб. Я живу один), «Песма од бола» (серб. Песнь боли), «Лична карта» (серб. Личная карта), «Соба за плакање» (серб. Комната для плача), «Кафана на Балкану» (серб. Кафана на Балканах), «Рођендан» (серб. День рождения), «Нешто против болова» (серб. Что-то против боли), «Беле руже» (серб. Белые розы), «Истина је да те лажем» (серб. Правда в том, что я тебе лгу) и другие.
В 2004—2006 годах Лукас взял перерыв в своей карьере, а в 2008 году выиграл фестиваль II Axal Grand с песней «Упали светло» (серб. Зажги свет). 3 ноября 2010, 2011 и 2012 годов Аца Лукас в свой день рождения давал концерты на Белградской Арене перед 20 тысячами зрителей. 10-й, самый крупный концерт, состоялся на стадионе «Црвена Звезда» 8 июня 2013 года.

## Происшествия
- В 2003 году Аца Лукас был осуждён на 4 месяца лишения свободы после того, как во время полицейской операции «Сабля», состоявшейся после гибели премьер-министра Сербии Зорана Джинджича, полиция обнаружила у Лукаса незарегистрированный пистолет
- Лукас некоторое время был одержим азартными играми[2] и употреблял наркотики[3], поэтому, чтобы избавиться от своих зависимостей, в 2004 году он взял паузу в своей карьере.
- 3 февраля 2009 в Белграде в Ацу Лукаса дважды выстрелил неизвестный[4]: это произошло на Гандиевой улице, когда Лукас садился в автомобиль. Лукас получил ранение в правое бедро и был доставлен в больницу, но врачи констатировали, что жизни певца ничего не угрожало[4].

## Дискография

### Студийные альбомы
- Понос и лаж (1995)
- Песме од бола (1997)
- Лична карта (1998)
- Рођендан (2000)
- Нешто против болова (2001)
- Истина је да те лажем (2003)
- Јагње моје (2006)
- Лешће (2008)
- Стил живота (2012)

### Мини-альбомы
- Једно вече у кафани (1998)
- Друго вече у кафани (1999)
- Још сам ту (за другове) (1999)
- Зора бели... (1999)
- Аца Лукас & О. К. Бенд (2000)

### Концертные альбомы
- Највећа журка на Балкану (1999)
- Журка (2002)

### Сборники
- The Best of Aca Lukas (2000)